# New Mexico Bank & Trust Building
El New Mexico Bank & Trust Building es un rascacielos de oficinas de 62 m de altura situado en Gold Avenue en el centro de la ciudad de Albuquerque, la más grande del estado de Nuevo México (Estados Unidos). Es el sexto edificio más alto de la ciudad. Cuando se completó en 1961, superó al Simms Building para convertirse en el más alto del estado, y fue superado por el Bank of the West Tower dos años después.
El bloque principal de 12 pisos del edificio tiene muros cortina de vidrio teñido de negro en los lados norte y sur, mientras que los lados este y oeste sin ventanas y el hueco del ascensor que sobresale en el lado sur están revestidos con ladrillo. Se asienta sobre una base más grande de un piso, con un segundo piso empotrado en el medio. El arquitecto fue Willard C. Kruger.

## Historia
El Bank of New Mexico Building, como se lo conocía originalmente, fue construido en 1959-1961 por Bank Realty Company, que tenía a Winthrop Rockefeller como uno de sus principales socios. Rockefeller también fue uno de los desarrolladores del Winrock Center y más tarde sería elegido gobernador de Arkansas. Construido en una parcela de cinco lotes en 4th Street y Gold Avenue, el edificio reemplazó varias estructuras antiguas, incluido Wright's Trading Post. Se dedicó el 16 de enero de 1961, en una ceremonia con bailarines nativos americanos y discursos de Rockefeller, vestido con un sombrero para la ocasión, y el presidente de la Comisión de la Ciudad, Maurice Sánchez. El costo total del proyecto fue de aproximadamente 4 millones de dólares.
Diseñado por el arquitecto local Willard C. Kruger, tiene 14 pisos y superó al Simms Building otro lado de la calle para convertirse en el más alto de Nuevo México. El piso 14 albergaba el Petroleum Club privado, mientras que el homónimo Bank of New Mexico tenía su sede en la planta baja. En 1981, la sociedad de cartera del banco cambió la marca de sus bancos con el nombre de First Interstate Bank, y cambió de nombre en consecuencia. E 1986u fe oremodelado. Los trabajos oostaron  millones de dólares e incluyero trabajos mecánicos importantes y el cambio de los muros cortina originales por el actual vidrio tintado negro. Kruger & Associates también fueron los arquitectos de la remodelación, aunque el propio Kruger había muerto en 1984.
La sede del banco finalmente terminó en manos de Norwest Bank, que se mudó en 1994 porque ya tenía su sede en las cercanías. En 1996, The Bank of New Mexico (no relacionado con el banco original) se mudó y puso su nombre en el edificio, pero este banco también fue adquirido por Norwest dos años después. Desde principios de la década de 2000 ha sido la sede de New Mexico Bank & Trust.

## Arquitectura
El New Mexico Bank & Trust Building es de 62 m altura y tiene 14 plantas sobre rasante más un ático mecánico. Fue diseñado por Willard C. Kruger, quien también fue el arquitecto del Capitolio de Nuevo México, entre otras obras. Estilísticamente, encaja en el estilo internacional y es bastante similar en apariencia al Simms Building más antiguo al otro lado de la calle. Al igual que el Simms Building, tiene muros cortina en los lados norte y sur, ladrillos sin ventanas en los lados este y oeste, un segundo piso empotrado que expone las columnas estructurales y una base más grande de un piso. Los muros cortina eran originalmente de vidrio transparente alternando con paneles opacos de color turquesa, pero esto fue reemplazado por vidrio tintado negro en un marco de color coral durante la remodelación de 1986. En el lado sur, el edificio tiene un hueco de ascensor con fachada de ladrillo que sobresale.